# Sint-Janskathedraal (Hongkong)
De Sint-Janskathedraal is een Anglicaanse kerk in Hongkong.
Het is in 1847 gesticht en is daarmee de oudste Anglicaanse kerk van heel Hongkong. Het is een van de drie Anglicaanse kathedralen van Hongkong. De andere kathedralen zijn de Kathedraal van de Heiligste Drievuldigheid en de Allerheiligenkathedraal.
In de kathedraal worden dagelijks diensten gehouden, zowel 's avonds als 's ochtends. De diensten worden gehouden in het Engels, Standaardkantonees, Standaardmandarijn of Tagalog. De gelovigen komen van de hele wereld en kathedraal wordt ook gezien als een multiculturele kerk. In de tuin van de kathedraal worden telkens bij demonstraties voor het Hongkongse overheidsgebouw achteraf dankdiensten gehouden voor alle christelijke gelovigen (inclusief katholieken).
Het neogotische kerkgebouw ligt in de wijk Central op Hongkong-eiland en daarmee dus ook in de buurt van het bestuurlijk centrum van Hongkong. Sinds 1849 is de kerk een kathedraal. Het is de zetel van de Anglicaanse aartsbisschop van Hongkong en de zetel van de bisschop van het Anglicaanse bisdom Hongkong-eiland.
Tijdens de Japanse bezetting van Hongkong kwam de kerk in handen van de Japanners en moesten gelovigen elders kerken. De kerk bevat nog een aantal stoelen die tijdens de koloniale periode van Hongkong alleen gebruikt mochten worden door de Britse monarchie, Britse gouverneur van Hongkong en de hoogste rechters van Hongkong. In die periode hing er bij de ingang van de kathedraal dagelijks een Britse vlag. Sinds 1997, toen Hongkong weer Chinees grondgebied werd, wordt er geen enkele vlag meer uitgehangen.